# Torsten Hägerstrand
Torsten Hägerstrand (Moheda, 1916 - Lund, 3 mei 2004) was een Zweedse geograaf. Hij kan worden beschouwd als een van de meest invloedrijke geografen van de tweede helft van de 20e eeuw.
Hij werd geboren in Moheda (gemeente Alvesta) in de Zuid-Zweedse regio Småland als zoon van een onderwijzer. Het gezin Hägerstrand leefde relatief geïsoleerd op het Zweedse platteland. Bepalend voor zijn verdere ontwikkeling was het onderwijs op de basisschool van zijn vader, dat gebaseerd was op de ideeën van Johann Pestalozzi (1746-1827) en waarin het leren kennen van de eigen woonomgeving een belangrijke rol speelde.
Hägerstrand studeerde aan de Universiteit van Lund, de universiteit waaraan hij, met korte onderbrekingen, heel zijn leven verbonden zou blijven. Hij promoveerde in 1957 met de publicatie van een studie over innovatiediffusie als een ruimtelijk proces. In 1967 verzorgde Allan Pred een vertaling in het Engels, waarna dit werk niet meer weg te denken zou zijn uit de ontwikkeling van de geografische theorievorming in de periode 1965-1980. In 1957 werd hij hoogleraar aan de universiteit van Lund. In 1982 ging hij met emeritaat, maar hij bleef nog jaren actief. Hij overleed op 3 mei 2004 in Lund.

## Werk en invloed
Op minstens vier terreinen is Hägerstrands invloed van bijzondere betekenis geweest. Hij is de vader van de tijdgeografie, hij heeft baanbrekend werk verricht op het gebied van de ruimtelijke innovatiediffusie, zijn ideeën over verbondenheid van tijd en ruimte hebben hun weg gevonden in de ontwikkeling van de sociale theorie en ten slotte heeft hij de grondslagen gelegd voor het Zweedse regionale beleid en ruimtelijke planning.

## Tijdgeografie
Het basisidee voor de tijdgeografie was de overtuiging dat niemand kan ontsnappen aan de ononderbroken opeenvolging van gebeurtenissen in tijd en ruimte gedurende de loop van het leven (zie verder: Tijd-ruimtegedrag). Zijn tijdgeografische inzichten werden ingezet in de praktijk van de ruimtelijke planning in Zweden.

## Ruimtelijke innovatiediffusie
Met de publicatie van zijn proefschrift over ruimtelijke innovatiediffusie was Hägerstrand zijn tijd vooruit. In 1953 was de zogenaamde kwantitatieve revolutie in de (Angelsaksische) geografie nog niet begonnen. In 1957 werd zijn studie over migratie in het Engels gepubliceerd en in 1959 kwam Hägerstrand naar de Verenigde Staten op uitnodiging van Bill Garrison. Vrijwel alle kopstukken van de nieuwe geografie namen deel aan het seminar waar Hägerstrand zijn simulatiemodellen voor de ruimtelijke innovatiediffusie presenteerde. De verbinding van ruimtelijke innovatie met het basisprincipe van intermenselijke communicatie was vernieuwend. Bovendien bleek dat het innovatieproces kwantitatief ‘gevangen’ kon worden door toepassing van Monte Carlo simulatiemodellen. De geografie kreeg een testbare theorie in handen (zie verder: Innovatiediffusie). Amerikaanse geografen zochten voor Hägerstrands ideeën onder andere toepassingen in de sfeer van de stadsgeografie. Bekend werd het werk van Richard Morill over het simuleren van getto-uitbreidingen.

## Invloed op ontwikkeling sociale theorie
Hägerstrands invloed in de ontwikkeling van de sociale theorie is vooral zichtbaar geworden bij de aanhangers van de theorie der structurering zoals Anthony Giddens. Het door Giddens gebruikte begrip ‘locale’ (de onderlinge interactiekaders in een bepaald gebied) was een poging de ideeën van Hägerstrand over tijd-ruimtepaden te integreren met lokale sociale praktijken. Hägerstrand stelde dat het gedrag van individuen (uitgedrukt in dagelijkse paden en levenspaden) weliswaar mede wordt bepaald door beperkingen, maar personen dragen ook zelf weer bij aan de vorming van de maatschappelijke structuur. Hägerstrand verzette zich tegen de opvatting dat tijd en ruimte sociale categorieën zijn. Hij vroeg nadrukkelijk aandacht voor het (geaggregeerde) individuele gedrag.

## Zweedse regionale planning
Hägerstrands ideeën zijn van grote betekenis geweest voor de ontwikkeling van de Zweedse regionale planning in de periode 1960-1970 zowel direct als indirect. Direct door zijn persoonlijke betrokkenheid bij de nationale en regionale planning en indirect doordat veel van zijn medewerkers en leerlingen op invloedrijke posities in de planningspraktijk terechtkwamen. Veel van het planningswerk deed Hägerstrand met Sven Godlund. In 1970 en 1974 introduceerde Hägerstrand zijn tijdgeografische ideeën in het Zweedse regionale beleid. Zijn ideeën vormden de basis voor onderzoek naar bereik en bereikbaarheid van voorzieningen. Na de Tweede Wereldoorlog realiseerde Hägerstrand persoonlijke contacten met Walter Christaller, zodat diens ideeën over de centraleplaatsentheorie gemeengoed werden in Lund. Hägerstrand trachtte deze ideeën in praktijk te brengen bij het proces van gemeentelijke herindeling in de jaren 60, maar de politiek had er weinig begrip voor. Wel slaagde hij erin de overheidsadministratie zo ver te krijgen dat de onroerendgoedregistratie gebruik ging maken van coördinaten bij het vastleggen van eigendomsgegevens. Door een link te leggen met de bevolkingsregisters, konden vanaf 1975 bevolkingsgegevens ruimtelijk gerepresenteerd worden. In een vroeg stadium kreeg zo de computer cartografie in Zweden een belangrijke impuls.

## Belangrijke publicaties
- Innovations förloppet ur korologisk synpunkt, 1953, Lund: Gleerup. Vertaald door Allan Pred in het Engels als Innovation diffusion as a spatial process, University of Chicago Press, Chicago, 1967
- Migration and area, in: D. Hannerberg, T. Hägerstrand and B. Odeving (eds), Migration in Sweden: a symposium, Lund Studies in Geography, Series B, no. 13, Lund, Gleerup, 1957, p. 27-158.
- On Monte Carlo simulation of diffusion, in: W.L. Garrison and D.F. Marble (eds), Quantitative geography, Vol. 1, Northwestern University Studies in Geography, 13, Evanstone, 1967, p. 1-33
- What about people in regional science? In: Papers Regional Science Association, 24, 1970, p.7-21
- Information systems for regional development – a seminar, Lund Studies in Geography, Series B, no. 37, Lund, Gleerup, 1971
- Diorama, path and project, TESG, 73, 1982, p. 323-339

Een overzicht van Hägerstrands werk is te vinden in:
- Bo Lenntorp, Publications by Torsten Hägerstrand 1938-2004, Geografiska Annaler, Vol. 86/4, 2004, p. 327-334